# Seleção Arubana de Futebol
A Seleção Arubana de Futebol representa Aruba nas competições internacionais de futebol. É considerada uma das piores da CONCACAF, mas nos últimos anos obteve uma evolução.

## Aruba naCopa do Mundo
- 1930 a 1986 - Não disputou, pois fazia parte das Antilhas Holandesas
- 1990 a 1994 - Não disputou
- 1998 a 2022 - Não se classificou

### Eliminatórias para a Copa do Mundo 2010
| Fase | Data                   | Mandante          | Placar | Visitante         |
| ---- | ---------------------- | ----------------- | ------ | ----------------- |
| 1ª   | 6 de fevereiro de 2008 | Aruba             | 0 – 3  | Antígua e Barbuda |
| 1ª   | 26 de março de 2008    | Antígua e Barbuda | 1 – 0  | Aruba             |

## Aruba naCopa Ouro
- 1991 - Não disputou.
- 1993 - Abandonou.
- 1996 a 2003 - Não se classificou.
- 2005 - Abandonou.
- 2007 - Não entrou.
- 2009 - Não se classificou.
- 2011 - Não entrou.
- 2013 a 2019 - Não se classificou.

## Recordes
2 de junho de 2021
Jogadores em negrito ainda em atividade pela Seleção Arubana.
| #  | Jogador                | Partidas | Gols | Período na seleção |
| -- | ---------------------- | -------- | ---- | ------------------ |
| 1  | Theric Ruiz            | 28       | 1    | 2004–2016          |
| 2  | Eric Abdul             | 26       | 0    | 2011–              |
| 2  | Erik Santos de Gouveia | 26       | 3    | 2011–              |
| 4  | Leroy Oehlers          | 24       | 0    | 2013–              |
| 5  | Francois Croes         | 23       | 0    | 2008–              |
| 6  | Raymond Baten          | 21       | 3    | 2011–              |
| 6  | Ronald Gómez           | 21       | 6    | 2002–              |
| 8  | Annuar Kock            | 17       | 3    | 2011–              |
| 9  | Nickenson Paul         | 16       | 0    | 2014–              |
| 10 | Ronny Nouwen           | 15       | 0    | 2004–2015          |

| # | Jogador                | Gols | Partidas | Média por jogo | Periodo na seleção |
| - | ---------------------- | ---- | -------- | -------------- | ------------------ |
| 1 | Ronald Gómez           | 6    | 21       | 0.29           | 2002–              |
| 2 | Glenroy Lake           | 5    | 6        | 0.83           | 1995–2002          |
| 3 | Wander Gross           | 4    | 5        | 0.8            | 2000–2001          |
| 3 | Joshua John            | 4    | 7        | 0.57           | 2018–              |
| 3 | Dwaynalex Raven        | 4    | 10       | 0.4            | 2012–2015          |
| 3 | Rensy Barradas         | 4    | 11       | 0.36           | 2011–2015          |
| 3 | Maurice Escalona       | 4    | 12       | 0.33           | 2004–2014          |
| 8 | Lesley Felomina        | 3    | 4        | 0.75           | 2000–2001          |
| 8 | Jean-Luc Bergen        | 3    | 10       | 0.3            | 2011–2015          |
| 8 | Annuar Kock            | 3    | 17       | 0.18           | 2011–              |
| 8 | Raymond Baten          | 3    | 21       | 0.14           | 2011–              |
| 8 | Erik Santos de Gouveia | 3    | 26       | 0.12           | 2011–              |

## Treinadores
- René Notten (1995)
- Ángel Botta (1996)
- Marco Rasmijn (2000)
- Marcelo Muñoz (2004)
- Azing Griever (2004–2006)
- Marcelo Muñoz (2008–2010)
- Epi Albertus (2010–2012)
- Giovanni Franken (2013–2015)
- Rini Coolen (2015)
- Martin Koopman (2015–2020)
- Marvic Bermúdez (2020)
- Stanley Menzo (2021–2022)
- Marvic Bermúdez (2022–)

## Ranking da FIFA
| Posição | País                     | Pontos |
| ------- | ------------------------ | ------ |
| 197     | Butão                    | 9      |
| 197     | Brunei                   | 9      |
| 199     | Aruba                    | 7      |
| 200     | Ilhas Virgens Americanas | 5      |